# Kenny Battle
Kenneth R. Battle, detto Kenny (Aurora, 10 ottobre 1964), è un ex cestista statunitense, professionista nella NBA.

## Carriera
È stato selezionato dai Detroit Pistons al primo giro del Draft NBA 1989 (27ª scelta assoluta).

## Statistiche

### College
| Anno      | Squadra                  | PG  | PT | MP   | TC%  | 3P%  | TL%  | RP  | AP  | PRP | SP  | PP   |
| --------- | ------------------------ | --- | -- | ---- | ---- | ---- | ---- | --- | --- | --- | --- | ---- |
| 1984-1985 | N. Illinois Huskies      | 27  | -  | 37,1 | 52,8 | -    | 65,8 | 6,2 | 2,2 | 2,2 | 1,5 | 20,1 |
| 1985-1986 | N. Illinois Huskies      | 27  | 27 | 36,2 | 56,8 | -    | 65,3 | 6,5 | 2,2 | 2,5 | 1,1 | 19,6 |
| 1987-1988 | Illinois Fighting Illini | 33  | 32 | 31,1 | 57,8 | 0,0  | 68,2 | 5,5 | 1,7 | 2,2 | 0,3 | 15,6 |
| 1988-1989 | Illinois Fighting Illini | 36  | 34 | 30,7 | 60,4 | 52,9 | 75,5 | 4,8 | 1,8 | 2,5 | 0,4 | 16,6 |
| Carriera  | Carriera                 | 123 | 93 | 33,4 | 56,9 | 50,0 | 68,6 | 5,7 | 1,9 | 2,3 | 0,8 | 17,8 |

## Palmarès
- Campione CBA (1992)